# Phimon Rat
Phimon Rat (tiếng Thái: พิมลราช, phát âm [pʰí(ʔ).mōn râːt]) là một trong tám phó huyện (tambon) của huyện Bang Bua Thong, ở tỉnh Nonthaburi, Thái Lan. Phó quận xung quanh (theo chiều kim đồng hồ) là Bang Bua Thong, Sano Loi, Lahan, Bang Phlap, Om Kret, Bang Rak Phatthana, Bang Khu Rat, Thawi Watthana và Sai Noi. Vào năm 2020 tổng dân số ở đây là 52.684 người.

## Phân cấp hành chính

### Hành chính trung tâm
Phó huyện được chia thành 8 làng (muban).
| No. | Tên                | Tiếng Thái   |
| --- | ------------------ | ------------ |
| 01. | Ban Khlong Chao    | บ้านคลองเจ้า   |
| 02. | Ban Fang Nuea      | บ้านฝั่งเหนือ    |
| 03. | Ban Kluai          | บ้านกล้วย      |
| 04. | Ban Khai Sam       | บ้านค่ายสาม    |
| 05. | Ban Rong Suat      | บ้านโรงสวด    |
| 06. | Ban Sano Loi       | บ้านโสนลอย    |
| 07. | Ban Rong Krachom   | บ้านโรงกระโจม |
| 08. | Ban Khlong Ta Chom | บ้านคลองตาชม  |

### Hành chính địa phương
Khu vực phó huyện được chia thành hai tổ chức hành chính địa phương.
- Thị trấn Phimon Rat (เทศบาลเมืองพิมลราช)
- Thị trấn Bang Bua Thong (เทศบาลเมืองบางบัวทอง)